# Rock 'n' Roll High School (album)
Rock 'n' Roll High School è la colonna sonora dell'omonimo film del 1979, e pubblicata nel 1981. È spesso indicato come album del gruppo punk dei Ramones.

## Tracce
1. Rock 'n' Roll High School - 2:13 (Ramones)
2. I Want You Around - 3:06 (Ramones)
3. Come On Let's Go - 2:11 (Paley Brothers & The Ramones)
4. Ramones Medley - 11:00 (Blitzkrieg Bop/Teenage Lobotomy/California Sun/Pinhead/She's the One) - Ramones/Glover/Levy dal vivo)
5. So It Goes - 2:28 (Nick Lowe)
6. Energy Fools the Magician - 2:03 (Brian Eno)
7. Rock 'n' Roll High School - 2:11 (P.J. Soles & Ramones)
8. Come Back Jonee - 3:44 (Devo)
9. Teenage Depression - 2:54 (Eddie & the Hot Rods - Higgs)
10. Smoking in the Boys' Room - 2:55 (Brownsville Station - Lutz/Kada)
11. School Days - 2:40 (Chuck Berry)
12. A Dream Goes On Forever - 2:22 (Todd Rundgren)
13. School's Out - 3:24 (Alice Cooper - Cooper/Bruce/Dunaway/Smith)